# Macte nova virtute, puer, sic itur ad astra
 Macte nova virtute, puer, sic itur ad astra  лат. (изговор: макте нова виртуте, пуер, сик итур ад астра). Скупи нову снагу, момче, тако се иде до звијезда. (Вергилије)

## Поријекло изреке
Изречена је у Енеиди, великог антички пјесник Вергилија.

## Изрека нешто другачија
Антички пјесник Стације је преузео и делимично преиначио овај Вергилијев стих у:
 Macte animo, generose puer, sic itur ad astra лат. (изговор: макте анимо, генерозе пуер, сик итур ад астра). Не клони духом, племенито момче, тако се иде до звјезда.

## Тумачење
До успјеха се ваља намучити.